# Eurovision: You Decide

Charakterystyczne logo Konkursu Piosenki Eurowizji z brytyjską flagą w środku to symbol kraju w konkursie

Eurovision: You Decide – najnowsza nazwa programu telewizyjnego BBC, którego celem jest wybór reprezentanta Wielkiej Brytanii na Konkurs Piosenki Eurowizji. Program był wcześniej znany  pod kilkoma innymi nazwami, w tym Festival of British Popular Songs (1957), Eurovision Song Contest British Final (1959–1960), The Great British Song Contest (1996–1999), Eurovision: Making Your Mind Up (2004–2007), Eurovision: Your Decision (2008), oraz Eurovision: Your Country Needs You (2009–2010), lecz przez większość swojej historii był znany jako A Song for Europe (1961–1995, 2000–2003).

## Zwycięzcy
Poniżej znajduje się lista wszystkich piosenek i ich wykonawców, którzy zwyciężyli finał konkursu selekcyjnego, i reprezentowali Wielką Brytanię w Konkursie Piosenki Eurowizji:

### Festival of British Popular Songs (1957)
| Rok  | Artysta         | Piosenka | Finał   | Finał  | Półfinał                | Półfinał                |
| Rok  | Artysta         | Piosenka | Miejsce | Punkty | Miejsce                 | Punkty                  |
| ---- | --------------- | -------- | ------- | ------ | ----------------------- | ----------------------- |
| 1957 | Patricia Bredin | „All”    | 7       | 6      | Brak rundy półfinałowej | Brak rundy półfinałowej |

### A Song For Europe (1959–1995)
| Rok  | Artysta                     | Piosenka                               | Finał   | Finał  | Półfinał                    | Półfinał                    |
| Rok  | Artysta                     | Piosenka                               | Miejsce | Punkty | Miejsce                     | Punkty                      |
| ---- | --------------------------- | -------------------------------------- | ------- | ------ | --------------------------- | --------------------------- |
| 1959 | Pearl Carr i Teddy Johnson  | „Sing Little Birdie”                   | 2       | 16     | Brak rundy półfinałowej     | Brak rundy półfinałowej     |
| 1960 | Bryan Johnson               | „Looking High, High, High”             | 2       | 25     | Brak rundy półfinałowej     | Brak rundy półfinałowej     |
| 1961 | The Allisons                | „Are You Sure?”                        | 2       | 24     | Brak rundy półfinałowej     | Brak rundy półfinałowej     |
| 1962 | Ronnie Carroll              | „Ring-a-Ding Girl”                     | 4       | 10     | Brak rundy półfinałowej     | Brak rundy półfinałowej     |
| 1963 | Ronnie Carroll              | „Say Wonderful Things”                 | 4       | 28     | Brak rundy półfinałowej     | Brak rundy półfinałowej     |
| 1964 | Matt Monro                  | „I Love the Little Things”             | 2       | 17     | Brak rundy półfinałowej     | Brak rundy półfinałowej     |
| 1965 | Kathy Kirby                 | „I Belong”                             | 2       | 26     | Brak rundy półfinałowej     | Brak rundy półfinałowej     |
| 1966 | Kenneth McKellar            | „A Man Without Love”                   | 9       | 8      | Brak rundy półfinałowej     | Brak rundy półfinałowej     |
| 1967 | Sandie Shaw                 | „Puppet on a String”                   | 1       | 47     | Brak rundy półfinałowej     | Brak rundy półfinałowej     |
| 1968 | Cliff Richard               | „Congratulations”                      | 2       | 28     | Brak rundy półfinałowej     | Brak rundy półfinałowej     |
| 1969 | Lulu                        | „Boom Bang-a-Bang”                     | 1       | 18     | Brak rundy półfinałowej     | Brak rundy półfinałowej     |
| 1970 | Mary Hopkin                 | „Knock, Knock, Who's There?”           | 2       | 26     | Brak rundy półfinałowej     | Brak rundy półfinałowej     |
| 1971 | Clodagh Rodgers             | „Jack in the Box”                      | 4       | 98     | Brak rundy półfinałowej     | Brak rundy półfinałowej     |
| 1972 | The New Seekers             | „Beg, Steal or Borrow”                 | 2       | 114    | Brak rundy półfinałowej     | Brak rundy półfinałowej     |
| 1973 | Cliff Richard               | „Power to All Our Friends”             | 3       | 123    | Brak rundy półfinałowej     | Brak rundy półfinałowej     |
| 1974 | Olivia Newton-John          | „Long Live Love”                       | 4       | 14     | Brak rundy półfinałowej     | Brak rundy półfinałowej     |
| 1975 | The Shadows                 | „Let Me Be the One”                    | 2       | 138    | Brak rundy półfinałowej     | Brak rundy półfinałowej     |
| 1976 | Brotherhood of Man          | „Save Your Kisses for Me”              | 1       | 164    | Brak rundy półfinałowej     | Brak rundy półfinałowej     |
| 1977 | Lynsey de Paul i Mike Moran | „Rock Bottom”                          | 2       | 121    | Brak rundy półfinałowej     | Brak rundy półfinałowej     |
| 1978 | Co-Co                       | „The Bad Old Days”                     | 11      | 61     | Brak rundy półfinałowej     | Brak rundy półfinałowej     |
| 1979 | Black Lace                  | „Mary Ann”                             | 7       | 73     | Brak rundy półfinałowej     | Brak rundy półfinałowej     |
| 1980 | Prima Donna                 | „Love Enough for Two”                  | 3       | 106    | Brak rundy półfinałowej     | Brak rundy półfinałowej     |
| 1981 | Bucks Fizz                  | „Making Your Mind Up”                  | 1       | 136    | Brak rundy półfinałowej     | Brak rundy półfinałowej     |
| 1982 | Bardo                       | „One Step Further”                     | 7       | 76     | Brak rundy półfinałowej     | Brak rundy półfinałowej     |
| 1983 | Sweet Dreams                | „I'm Never Giving Up”                  | 6       | 79     | Brak rundy półfinałowej     | Brak rundy półfinałowej     |
| 1984 | Belle i The Devotions       | „Love Games”                           | 7       | 63     | Brak rundy półfinałowej     | Brak rundy półfinałowej     |
| 1985 | Vikki Watson                | „Love Is”                              | 4       | 100    | Brak rundy półfinałowej     | Brak rundy półfinałowej     |
| 1986 | Ryder                       | „Runner in the Night”                  | 7       | 72     | Brak rundy półfinałowej     | Brak rundy półfinałowej     |
| 1987 | Rikki                       | „Only the Light”                       | 13      | 47     | Brak rundy półfinałowej     | Brak rundy półfinałowej     |
| 1988 | Scott Fitzgerald            | „Go”                                   | 2       | 136    | Brak rundy półfinałowej     | Brak rundy półfinałowej     |
| 1989 | Live Report                 | „Why Do I Always Get It Wrong?”        | 2       | 130    | Brak rundy półfinałowej     | Brak rundy półfinałowej     |
| 1990 | Emma                        | „Give a Little Love Back to the World” | 6       | 87     | Brak rundy półfinałowej     | Brak rundy półfinałowej     |
| 1991 | Samantha Janus              | „A Message to Your Heart”              | 10      | 47     | Brak rundy półfinałowej     | Brak rundy półfinałowej     |
| 1992 | Michael Ball                | „One Step Out of Time”                 | 2       | 139    | Brak rundy półfinałowej     | Brak rundy półfinałowej     |
| 1993 | Sonia                       | „Better the Devil You Know”            | 2       | 164    | Kvalifikacija za Millstreet | Kvalifikacija za Millstreet |
| 1994 | Frances Ruffelle            | „Lonely Symphony”                      | 10      | 63     | Brak rundy półfinałowej     | Brak rundy półfinałowej     |
| 1995 | Love City Groove            | „Love City Groove”                     | 10      | 76     | Brak rundy półfinałowej     | Brak rundy półfinałowej     |

### The Great British Song Contest (1996–1999)
| Rok  | Artysta               | Piosenka                       | Finał   | Finał  | Półfinał                | Półfinał                |
| Rok  | Artysta               | Piosenka                       | Miejsce | Punkty | Miejsce                 | Punkty                  |
| ---- | --------------------- | ------------------------------ | ------- | ------ | ----------------------- | ----------------------- |
| 1996 | Gina G                | „Ooh Aah... Just a Little Bit” | 8       | 77     | 3                       | 153                     |
| 1997 | Katrina and the Waves | „Love Shine a Light”           | 1       | 227    | Brak rundy półfinałowej | Brak rundy półfinałowej |
| 1998 | Imaani                | „Where Are You?”               | 2       | 166    | Brak rundy półfinałowej | Brak rundy półfinałowej |
| 1999 | Precious              | „Say It Again”                 | 12      | 38     | Brak rundy półfinałowej | Brak rundy półfinałowej |

### A Song For Europe (2000–2003)
| Rok  | Artysta         | Piosenka                     | Finał   | Finał  | Półfinał                | Półfinał                |
| Rok  | Artysta         | Piosenka                     | Miejsce | Punkty | Miejsce                 | Punkty                  |
| ---- | --------------- | ---------------------------- | ------- | ------ | ----------------------- | ----------------------- |
| 2000 | Nicki French    | „Don't Play That Song Again” | 16      | 28     | Brak rundy półfinałowej | Brak rundy półfinałowej |
| 2001 | Lindsay Dracass | „No Dream Impossible”        | 15      | 28     | Brak rundy półfinałowej | Brak rundy półfinałowej |
| 2002 | Jessica Garlick | „Come Back”                  | 3       | 111    | Brak rundy półfinałowej | Brak rundy półfinałowej |
| 2003 | Jemini          | „Cry Baby”                   | 26      | 0      | Brak rundy półfinałowej | Brak rundy półfinałowej |

### Eurovision: Making Your Mind Up (2004–2007)
| Rok  | Artysta     | Piosenka                    | Finał   | Finał  | Półfinał       | Półfinał       |
| Rok  | Artysta     | Piosenka                    | Miejsce | Punkty | Miejsce        | Punkty         |
| ---- | ----------- | --------------------------- | ------- | ------ | -------------- | -------------- |
| 2004 | James Fox   | „Hold Onto Our Love”        | 16      | 29     | Wielka Czwórka | Wielka Czwórka |
| 2005 | Javine      | „Touch My Fire”             | 22      | 18     | Wielka Czwórka | Wielka Czwórka |
| 2006 | Daz Sampson | „Teenage Life”              | 19      | 25     | Wielka Czwórka | Wielka Czwórka |
| 2007 | Scooch      | „Flying the Flag (for You)” | 23      | 19     | Wielka Czwórka | Wielka Czwórka |

### Eurovision: Your Decision (2008)
| Rok  | Artysta      | Piosenka  | Finał   | Finał  | Półfinał       | Półfinał       |
| Rok  | Artysta      | Piosenka  | Miejsce | Punkty | Miejsce        | Punkty         |
| ---- | ------------ | --------- | ------- | ------ | -------------- | -------------- |
| 2008 | Andy Abraham | „Even If” | 25      | 14     | Wielka Czwórka | Wielka Czwórka |

### Eurovision: Your Country Needs You (2009–2010)
| Rok  | Artysta      | Piosenka                 | Finał   | Finał  | Półfinał       | Półfinał       |
| Rok  | Artysta      | Piosenka                 | Miejsce | Punkty | Miejsce        | Punkty         |
| ---- | ------------ | ------------------------ | ------- | ------ | -------------- | -------------- |
| 2009 | Jade Ewen    | „It’s My Time”           | 5       | 173    | Wielka Czwórka | Wielka Czwórka |
| 2010 | Josh Dubovie | „That Sounds Good to Me” | 25      | 10     | Wielka Czwórka | Wielka Czwórka |

### Eurovision: You Decide (2016–2019)
| Rok  | Artysta      | Piosenka               | Finał   | Finał  | Półfinał      | Półfinał      |
| Rok  | Artysta      | Piosenka               | Miejsce | Punkty | Miejsce       | Punkty        |
| ---- | ------------ | ---------------------- | ------- | ------ | ------------- | ------------- |
| 2016 | Joe and Jake | „You’re Not Alone”     | 24      | 62     | Wielka Piątka | Wielka Piątka |
| 2017 | Lucie Jones  | „Never Give Up On You” | 15      | 111    | Wielka Piątka | Wielka Piątka |
| 2018 | SuRie        | „Storm”                | 24      | 48     | Wielka Piątka | Wielka Piątka |
| 2019 | Michael Rice | „Bigger Than Us"       | 26      | 11     | Wielka Piątka | Wielka Piątka |

Legenda:
     1. miejsce